# افسانه جومونگ
جومونگ (به کره‌ای: 주몽) با نام کامل کتاب سه هان: جومونگ (به کره‌ای: 삼한지: 주몽 편) که در ایران با نام افسانهٔ جومونگ شناخته می‌شود، یک مجموعهٔ تلویزیونی کره‌ای در ژانر ساگوک است که از آوریل ۲۰۰۶ تا مارس ۲۰۰۷ میلادی در شبکه ام‌بی‌سی کره به نمایش درآمد. از جمله بازیگران این مجموعه سونگ ایل گوک، هان هه جین، کیم سونگ سو هستند.
داستان این مجموعه دربارهٔ زندگی جومونگ بنیان‌گذار امپراتوری گوگوریو است که از ۳۷ تا ۱۹ پیش از میلاد بر منچوری و بخش شمالی شبه‌جزیره کره حکومت کرد. بنا بود مجموعه در ۶۰ قسمت پخش شود که با استقبال مردم ام‌بی‌سی آن را به ۸۱ قسمت افزایش داد. حق پخش تلویزیونی این سریال به در آغاز به ۱۰ کشور ازجمله ایران فروخته شد که در ایران با نام افسانهٔ جومونگ پخش و با استقبال مواجه شد. 

## خلاصه داستان
داستان این مجموعه حول رخداد تاریخی شکست گوجوسان (چوسان قدیم) از امپراتوری هان در حدود سال ۱۰۸ پیش از میلاد و پیامدهای آن می‌چرخد. در آن سال، امپراتوری هان دولت گوجوسان را از میان برد و قبایل و ایالت‌های شمال کره را تحت انقیاد خود و چهار فرمانداری چینی درآورد. در این زمان، ژنرالی به نام هائه‌موسو، رهبری یک گروه مقاومت محلی که به نام «گروه دامول» شناخته می‌شوند را بر عهده گرفته و با حمایت گوموا که در آن زمان شاهزاده کشور بویو بود، برای شکست و بیرون راندن چینی‌ها به پا خاست. هائه‌موسو پس از زخمی‌شدن در یک نبرد، توسط بانو یوها دختر رئیس قبیله هابک نجات داده می‌شود. این اتفاق منجر به عشق آنها به یکدیگر و ازدواج‌شان می‌شود. پس از آن، هائه‌موسو توسط نیروهای کمین کرده هان پیدا و کور می‌شود (و بعدها پس از سقوط از سخره تصور می‌شود که مرده است). سواره‌نظام آهنین هان مردم قبیله هابک را به جرم پناه دادن به وی قتل‌عام می‌کنند و یوها اسیر دست آنها می‌شود؛ اما گوموا، یار قسم‌خورده هائه‌موسو که به یوها علاقه‌مند است، او را نجات داده و با خود به بویو می‌برد. یوها پسری به دنیا می‌آورد و نامش را جومونگ می‌گذارد. همه گمان می‌کنند که جومونگ فررند گوموا است؛ درحالی‌که هائه‌موسو پدر حقیقی اوست.
بیست سال بعد، جومونگ جوان شاهزاده‌ای ضعیف و ترسو است که تحت‌الشعاع و مورد تحقیر برادران ناتنی و بزرگترش، تسو و یونگ پو قرار دارد که برای به ارث بردن تاج و تخت بویو از پدرشان که دیگر امپراتور گوموا است، رقابت می‌کنند. از آنجا که همه معتقداند جومونگ پسر گوموا است، تصور می‌شود که او ادعای موجهی برای رسیدن تاج و تخت دارد و نفرت مادر دو شاهزاده دیگر از بانو یوهوا (که اکنون زن دوم امپراتور گوموا است) باعث تشدید دشمنی میان سه برادر می‌شود؛ درحالی‌که در حقیقت اصلاً برادر نیستند. این رقابت به یک سوءقصد به جومونگ توسط برادرانش ختم می‌شود و مجموعه‌ای از وقایع را به راه می‌اندازد که منجر به خروج جومونگ از قصر می‌شود. سرنوشت چنین است که جومونگ با پدر حقیقی‌اش، هائه‌موسو که نمرده بوده و اکنون پیرمردی سالخورده و نابینا است، روبه‌رو می‌شود و تحت سرپرستی و آموزش‌های مخفی او به جنگجویی ماهر تبدیل می‌شود؛ اما همچنان از اینکه پسر هائه‌موسو است بی‌خبر است. در همان زمان، جومونگ با بانو سوسانو از قبیله تجاری گیرو در جولبون، آشنا شده و آنها به یکدیگر علاقه‌مند می‌شوند. پس از ترور هائه‌موسو توسط تسو و یونگ پو، جومونگ تازه حقیقت را می‌فهمد و عهد می‌بندد که انتقام پدرش را بگیرد و چینی‌ها را از کره بیرون کند. او نزد گوموا بازمی‌گردد و ارتش بویو را در نبردی علیه فرمانداری‌های چینی «لینگدان» و «زنفان» با موفقیت‌هایی رهبری می‌کند؛ اما در جریان جنگ ناپدید شده و گمان می‌رود که کشته شده باشد. متعاقباً، تسو با تبانی با فرمانداری زوانتو، قدرت را در بویو به دست می‌گیرد و سوسانو را مجبور می‌کند تا به همسری با وی تن دهد. سوسانو که از زنده ماندن جومونگ بی‌خبر است، برای رهایی از دست تسو با خدمتکار خود اوته ازدواج می‌کند و بعدها از او دو پسر به نام‌های بیریو و اونجو به دنیا می‌آورد.
در همین زمان، جومونگ توسط رئیس قبیله هانبِک پیدا شده و توسط دختر وی بانو یی‌سویا مداوا می‌گردد. پس از یک شورش در قبیله و مرگ پدر بانو سویا، آنها به بویو می‌روند و بعدها با هم ازدواج می‌کنند. جومونگ در ظاهر مخلصانه به تسو خدمت و از این طریق اعتماد او را جلب می‌کند. با از بین رفتن شک‌های تسو، جومونگ و یارانش موفق می‌شوند گروه بزرگی از پناهندگان چوسان قدیم محکوم به بردگی را رهبری کرده و به سمت کوهستان صعب العبور «بونگی» هدایت کنند. آنها در آنجا پایگاهی ایجاد کرده و گروه منحل شده دامول را دوباره تشکیل می‌دهند؛ در مقابل مادرش بانو یوهوا و همسرش بانو سویا (که به تازگی باردار است) به عنوان گروگان در قصر نگه داشته می‌شوند. پس از یک خورشید گرفتگی، گوموا با کمک وزیر اعظم زیرکش بادوکبال، دوباره قدرت را به دست می‌آورد و تسو را برای چند سال به مرزها تبعید می‌کند. او تلاش می‌کند جومونگ را متقاعد کند که به قصر بازگردد و گروه دامول را منحل کند؛ اما جومونگ این پیشنهاد را رد می‌کند و وزیر اعظم نیز سعی می‌کند او و افرادش را از میان بردارد. طی سه سال آینده، گروه دامول رشد و شروع به متحدکردن قبایل مختلف محلی می‌کند که باعث احساس خطر بویو و هان می‌شود. آنها با هدف نابودی گروه دامول چندین‌بار به کوهستان لشکرکشی می‌کنند؛ اما هر بار شکست می‌خورند.
در مقابل، جومونگ موفق می‌شود با قبیله گیرو متحد شده و آنها را از خطرات نجات دهد. پس از مرگ اوته در نبرد، جومونگ و سوسانو موفق به تشکیل اتحادی می‌شوند که پنج قبیله سرزمین جولبون و ارتش دامول را یکپارچه می‌کند. آنها در نهایت موفق می‌شوند فرمانداری زوانتو را فتح کنند و کشور جدیدی را که «گوگوریو» می‌نامند تأسیس می‌کنند. در آن زمان بانو یوها و بانو سویا تصمیم به فرار از قصر و پیوستن به جومونگ را می‌گیرند؛ اما بانو یوها دستگیر و به دست گوموا خشمگین کشته می‌شود و بانو سویا و فرزند کودکش به نام یوری نیز مفقود می‌شوند. در آن سو و در میان اتحاد جولبون و دامول، بر سر اینکه چه کسی قرار است فرمانروا شود نزاع درگرفته است. جومونگ با وجود ناراحتی از ناپدیدی بانو سویا و فرزندش، با هدف پایان دادن به درگیری‌ها با سوسانو ازدواج می‌کند و بدین شکل، نزاع‌ها پایان می‌یابد و آن دو پادشاه و ملکه کشور تازه تأسیس خود می‌شوند. اما در حقیقت بانو سویا و پسرش یوری زنده هستند و به‌طور مخفیانه در گوگوریو به زندگی ادامه می‌دهند.
۱۵ سال بعد، یوری به جوانی فعال و با استعداد در هنرهای رزمی تبدیل شده است و با دوستانش در یک گروه تجاری فاسد خدمت می‌کند. در جریان یک توطئه ناموفق توسط یونگ پو، آنها به جان شاهزاده بیریو سوءقصد می‌کنند که موجب تحت تعقیب قرار گرفتن‌شان می‌شود. یوری و مادرش بانو سویا به بویو می‌گریزند و یوری پس از نشان دادن استعداد رزمی‌اش در یک مسابقه دوستانه با شاهزاده بیریو، به عنوان محافظ قصر بویو استخدام می‌شود. پس از سال‌ها، بانو سویا بالاخره به یوری می‌گوید که پدرش امپراتور جومونگ است و اینکه برای اثبات این حقیقت باید بخشی از یک خنجر شکسته چوبی را که در قصر بویو پنهان شده، به جومونگ نشان می‌دهد. یوری آن خنجر را پیدا می‌کند و به گوگوریو می‌رود تا آن را به پدرش نشان دهد. جومونگ نیز پس از دیدن آن یوری را می‌شناسد و هر دو برای نجات دادن بانو سویا که بیمار نیز هست می‌شتابند. با آمدن یوری به قصر، دوباره میان حامیان جومونگ و حامیان سوسانو بر سر اینکه چه کسی باید ولیعهد گوگوریو شود، رقابت در می‌گیرد. تا جایی که حامیان سوسانو برای از میان بردن یوری توطئه می‌چینند. بانو سوسانو پس از درک شدت بحران، تصمیم می‌گیرد برای از هم نپاشیدن کشور، تاج و تخت را به جومونگ و پسرش یوری واگذار کند و خودش همراه با پسرانش بیریو و اونجو و بخشی از قبیله گیرو، به سرزمین‌های جنوب می‌روند تا کشور جدید خودشان (بکجه) را تأسیس کنند. در همین زمان، جومونگ و جانشینش یوری به جنگ‌های خود با فرمانداری‌های چینی هان ادامه می‌دهند تا باقی سرزمین‌های چوسان قدیم را پس بگیرند و مردم‌شان را آزاد کنند. سریال با ذکر مرگ جومونگ در سن ۳۹ سالگی به پایان می‌رسد.

## بازیگران
| بازیگر         | شخصیت          | نقش                                                                                              |
| -------------- | -------------- | ------------------------------------------------------------------------------------------------ |
| سونگ ایل گوک   | جومونگ         | فرزند بانو یوها و ژنرال هه موسو، فرزندخوانده امپراتور گوموا، رهبر گروه دامول و بنیان‌گذار گوگوریو |
| هان هه جین     | سوسانو         | فرزند ارباب یونتابال، همسر دوم جومونگ و مادر بیریو و اونجو                                       |
| کیم سونگ سو    | تسو            | پسر ارشد امپراتور گوموا و امپراتور بعدی بویو                                                     |
| وون کی جون     | یونگپو         | پسر دوم امپراتور گوموا                                                                           |
| جون کوانگ ریول | امپراتور گوموا | پدر تسو و یونگ پو، دوست قدیمی ژنرال هائه‌موسو و امپراتور بویو                                     |
| اوه یون سو     | بانو یوها      | همسر هه موسو، همسر دوم امپراتور گوموا و مادر جومونگ                                              |
| هو جون هو      | ژنرال هه موسو  | پدر جومونگ و فرمانده قدیمی گروه دامول                                                            |
| کیم بیونگ کی   | ارباب یونتابال | رئیس گروه تجاری یونتابال و قبیله گیرو                                                            |
| لی جه یونگ     | بادوکبال       | وزیر اعظم بویو                                                                                   |
| کیون می ری     | ملکه وونهو     | همسر اول امپراتور گوموا و مادر تسو و یونگ پو                                                     |
| جین هی کیونگ   | بانو یومیول    | پیشگوی اعظم بویو                                                                                 |
| سونگ جیهیو     | بانو یه سویا   | همسر اول جومونگ و مادر یوری                                                                      |
| یون دونگ هوان  | یانگ‌جو         | فرماندار زوانتو و پدر بانو سولان                                                                 |
| پارک تام هی    | بانو سولان     | دختر یانگ‌جو و همسر تسو                                                                           |
| آن یونگجون     | شاهزاده یوری   | پسر جومونگ و بانو سویا                                                                           |
| ایم هیون شیک   | وزیر بولگه     | برادر بانو وون‌هو، دایی تسو و از وزرای بویو                                                       |
| به سوبین       | مدیر سایونگ    | مدیر و مشاور گروه تجاری یونتابال                                                                 |
| یو هومین       | اویی           | یکی از سه یار اول جومونگ                                                                         |
| آن جونگهون     | ماری           | یکی از سه یار اول جومونگ                                                                         |
| لیم دی هو      | هیوبو          | یکی از سه یار اول جومونگ                                                                         |
| لی گه‌این       | موپالمو        | آهنگر سلطنتی بویو و از یاران جومونگ                                                              |
| سییو بوم سیک   | موگول          | یکی از سه یار دوم جومونگ                                                                         |
| چانگ گوانگ سو  | جوسا           | یکی از سه یار دوم جومونگ                                                                         |
| کیم مین چان    | ماکاک          | یکی از سه یار دوم جومونگ                                                                         |
| پارک کیونگ‌هوان | بوبونو         | قاتل مغول‌تبار که برای کشتن جومونگ فرستاده شد و بعدها به او پیوست                                 |
| پارک نم‌هاین    | نارو           | محافظ شخصی و یار معتمد تسو                                                                       |
| کوان یون آ     | بانو مائورینگ  | پیشگوی اعظم بویو پس از بانو یومیول                                                               |

## تولید و فروش

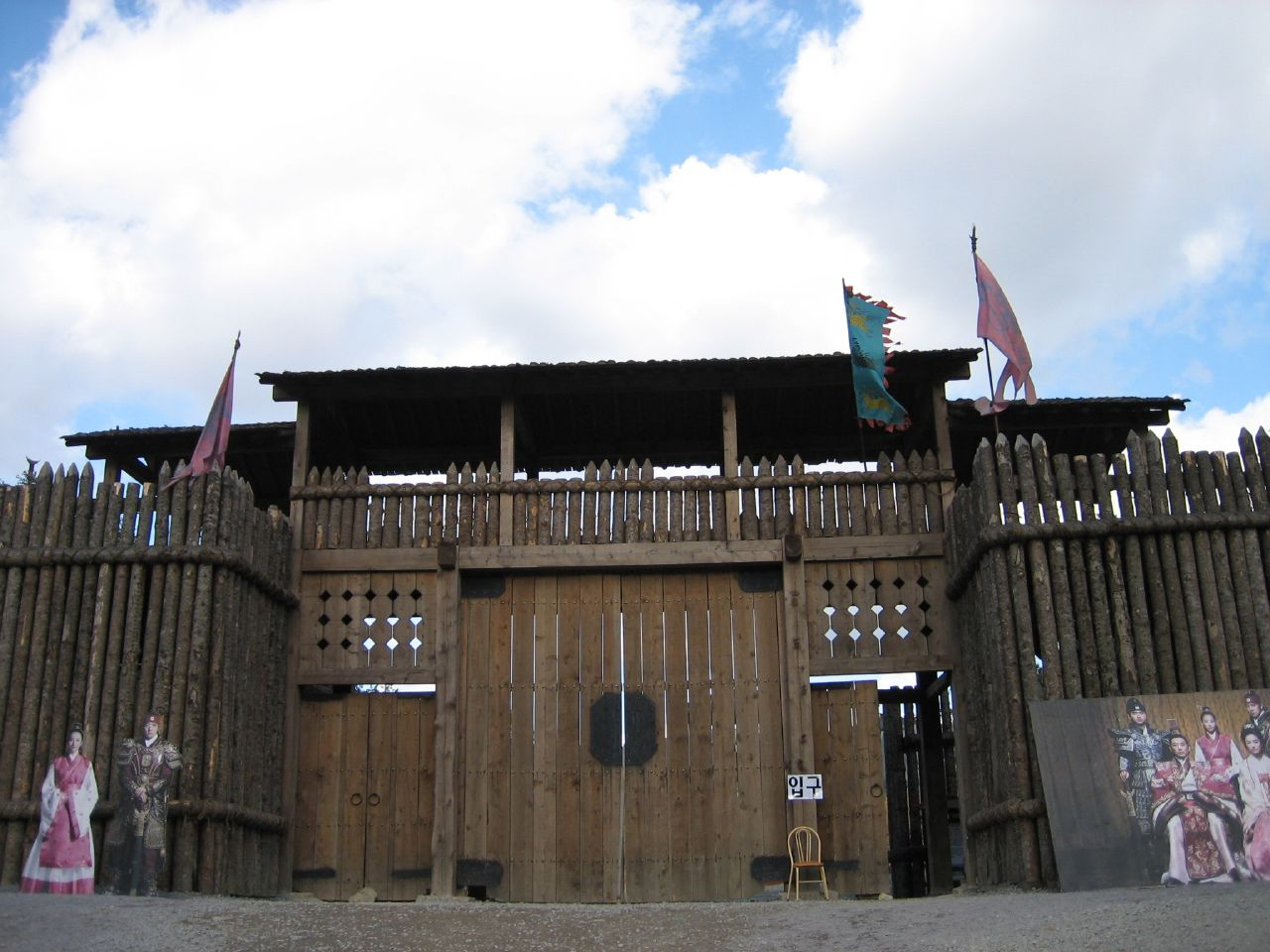
تصویری از سایت فیلم‌برداری سریال افسانهٔ جومونگ در یونگین ده‌جانگ‌گوم پارک

فیلم‌نامه این سریال توسط چوی وان-کیو و جانگ هیونگ-سو نوشته شده و کارگردان آن نیز لی جو هوان می‌باشد. این فیلم در یونگین ده‌جانگ‌گوم پارک واقع در ناحیه چواین، یونگین در استان گیونگ‌گی فیلم‌برداری شد؛ جایی که درام‌های تاریخی مشهور دیگری همچون افسانه خورشید و ماه، افسانه دونگ‌یی و ملکه سوندوک نیز فیلم‌برداری شده‌اند. بنا بود این مجموعه در ۶۰ قسمت پخش شود که پس از استقبال مردم، ام‌بی‌سی شمار آن را به ۸۱ قسمت افزایش داد. حق پخش تلویزیونی این سریال از سال ۲۰۰۶ به ۱۰ کشور جهان از جمله ایران فروخته شد و در آن زمان در طول ۹ ماه، ۴۹ میلیون دلار فروش داشت. قیمت حق پخش این مجموعه برای هر کشور ۸ میلیون دلار بود که علاوه بر ایران، به شبکه‌های محلی در ژاپن، تایوان، هنگ‌کنگ، ویتنام، تایلند، سنگاپور، فیلیپین، مالزی و برونئی نیز فروخته شد. این سریال از شبکه AZN آمریکا نیز به نمایش درآمده است. مجموعهٔ جومونگ علاوه بر این‌ها، از طریق اجاره دادن استفاده از نام تجاری‌اش به سازندگان لوازم آرایشی و حتی نوعی برنج، تا مارس ۲۰۰۷ حدود ۳۰۰ میلیون وون، برابر با ۳۳۰ هزار دلار به دست آورد.

## پخش و بازخورد
در کره، مجموعهٔ جومونگ به مدت ۳۵ هفته در صدر پربیننده‌ترین برنامهٔ ملی قرار داشت. این بالاترین رکورد یک مجموعهٔ تلویزیونی از سال ۲۰۰۰ میلادی بود. طبق نتایج گردآوری شده توسط یک آژانس تحقیقاتی رتبه‌بندی بینندگان به نام «AGB Nielsen Media Research»، برای چند هفته جومونگ با میانگین بازدید سراسری ۴۹٪ در رتبهٔ نخست پربیننده‌ترین برنامهٔ هفتگی این کشور قرار گرفت. کاملاً مشهود بود که شبکهٔ ام‌بی‌سی که به تدریج درحال از دست دادن لقبش یعنی «پادشاه سریال‌های درام» بود، به لطف موفقیت مجموعهٔ جومونگ توانست دوباره سرپا شود. به علاوه، این اثر برای تک تک بازیگرانش موفقیتی بزرگ بود؛ بسیاری از بازیگران اصلی و فرعی، از جمله سونگ ایل گوک، هان هه جین، لی کی این، جین هی کیونگ و هئو جون هو، به واسطهٔ این اثر به رسمیت شناخته شده یا حتی به یک ستاره سینما تبدیل شدند.
رسانه‌های چین واکنشی منفی در برابر این سریال نشان داده، و تلویزیون دولتی چین آن را سریالی «چین‌ستیز» «تحریف‌کننده تاریخ» و «سلاحی به سوی چین» نامیدند. پس از این سریال، چین خرید محصولات فرهنگی را از کره به حالت تعلیق درآورد.

## دوبله و پخش در ایران

### دوبله و بخش
مجموعهٔ افسانهٔ جومونگ در سال ۱۳۸۷ در دست دوبله به زبان فارسی قرار گرفت. مدیر دوبلاژ این مجموعه علیرضا باشکندی و مترجم سریال سیما طاهباز بود. کار متمایز باشکندی در دوبلاژ، این بود که او به‌جای خوانش ساده (سینک) از روش لب‌خوانی (لیپ‌سینک) برای دوبلهٔ سریال استفاده کرد تا اندازهٔ واژگان و هجاهای فارسی با کره‌ای برابر شده و در غالب دهان بازیگر به درستی جای گیرند. ترجمهٔ این مجموعه تا قسمت نهم از زبان کره‌ای صورت گرفت و مابقی قسمت‌ها از روی زیرنویس انگلیسی ترجمه شدند که زحمت مدیر دوبلاژ را بیشتر می‌کرد. به گفتهٔ باشکندی، دیالوگ‌نویسی مجموعه وقت زیادی می‌برد و سینک دیالوگ‌های هر قسمت مستلزم صرف دو تا سه روز وقت بود. شمار صداپیشگان اصلی این دوبلاژ ۳۸ تن و شامل هنرمندانی چون خود علیرضا باشکندی در نقش جومونگ، رزیتا یاراحمدی در نقش سوسانو، آزیتا یاراحمدی در نقش بانو یوها، ظفر گرایی در نقش تسو، مریم رادپور در نقش بانو سویا، عباس نباتی در نقش بادوکبال، بیژن علی‌محمدی در  نقش سونگ ینگ، ولی‌الله مؤمنی در نقش دوکگا و غلامرضا صادقی در نقش هموسو بود. همچنین مهناز عوض آبادیان، علی منانی، ابراهیم شفیعی و صنم نکو اقبال گویندگی نقش‌های متفرقه را به عهده داشتند. در میانهٔ دوبلاژ طولانی این مجموعه (که حدود ۹ ماه طول کشید) سید اکبر میرطاهری در نقش وزیر بولگه، درگذشت و حمیدرضا رضایی جایگزین او شد.
مجموعهٔ افسانهٔ جومونگ برای نخستین‌بار در مهرماه سال ۱۳۸۷، در ۸۱ قسمت ۶۵ دقیقه‌ای، سه‌شنبه شب‌ها ساعت ۲۰:۱۵ از شبکه سه سیما پخش شد. تا اسفند ۱۳۸۷، ۲۴ قسمت از این سریال ترجمه و ۱۹ قسمت آن پخش شده بود. زمان پخش این مجموعه به مناسبت نوروز و استقبال عمومی تغییر کرد و مقرر شد تا از سی اسفند هر روز ساعت ۱۸:۳۰ به روی آنتن برود. سپس در فروردین سال جدید، پخش سریال روی شنبه‌ها و سه‌شنبه‌ها ساعت ۲۰:۱۵ تنظیم شد. در خردادماه برای چهارمین‌بار، زمان‌بندی پخش افسانهٔ جومونگ تغییر کرد و سرانجام از جمعه ۸ خرداد، نمایش آن در روزهای جمعه و شنبه از شبکه سه ادامه یافت.
| صداپیشه          | نقش                    | صداپیشه           | نقش                |
| ---------------- | ---------------------- | ----------------- | ------------------ |
| علیرضا باشکندی   | جومونگ                 | رزیتا یاراحمدی    | سوسانو             |
| ظفر گرایی        | تسو                    | کامبیز شکوفنده    | یونگ‌پو             |
| آزیتا یاراحمدی   | بانو یوها              | فاطمه نیرومند     | بانو یومیول        |
| بتسابه کاظمی     | بانو مائورینگ          | مینا حبیبی        | یوسانگ             |
| شیلا آژیر        | بویونگ                 | صغراسادات هاشمی   | جونگو و هیونمو     |
| محبت دارآفرین    | مودونگ                 | شهرزاد ثابتی      | بانو سولان         |
| مریم رادپور      | بانو سویا              | عالیه سادات جعفری | بانو چی ریانگ      |
| فریبا شاهین مقدم | بانو وون هو            | صغرا سادات هاشمی  | ندیمه بانو وون هو  |
| عباس نباتی       | بادوکبال وزیر اعظم     | غلامرضا مهرزادیان | ارباب یونتابال     |
| اکبر منانی       | امپراتور هیبارو        | داوود باقری       | فرمانده هوک چی     |
| سعید مقدم منش    | امپراتور گوموآ         | بیژن علی‌محمدی     | گپیل و سونگ ینگ    |
| ناصر خویشتن‌دار   | وزیر جین یانگ          | اسفندیار مهرتاش   | هیبولچان           |
| فریدون اسماعیلی  | ینگ تک                 | امیرمحمد صمصامی   | اوته               |
| ولی‌الله مؤمنی    | دوکگا                  | محمد یاراحمدی     | طبیب دربار         |
| منوچهر زنده‌دل    | موگول                  | کسری کیانی        | جوسا               |
| امیر حکیمی       | اویی و یانگجو          | علیرضا شایگان     | ماری               |
| شهرزاد بانکی     | هیوبو                  | رضا الماسی        | سایون              |
| فرهاد شریفی      | وان سانگ               | امیر عطرچی        | موسونگ و سوسنگ     |
| حسین نورعلی      | نارو و هان دانگ        | جواد پزشکیان      | توچی               |
| حمیدرضا رضایی    | وزیر بولگه و سونگجو    | علی عابدی         | وانگ سومان و ماجین |
| نادر کی‌مرام      | چانسو، موکاک و زیائوچن | مهسا شرافت        | سوریانگ            |
| غلامرضا صادقی    | هموسو                  |                   |                    |

### بازخورد
این مجموعه در ایران با نام افسانهٔ جومونگ پخش و با استقبال بی‌سابقه‌ای مواجه شد. استقبال فراوان از سریال موجب شد که برخی رسانه‌ها و جامعه‌شناسان ایرانی از آن با عنوان «پدیدهٔ جومونگ» یاد کنند. موفقیت و محبوبیت بین‌المللی فیلم‌هایی چون جومونگ بخشی از جریان موج کره‌ای محسوب می‌شوند که دنیا را فرا گرفته است. این موج در ایران، از سال ۸۵ و با پخش جواهری در قصر از شبکه دو فراگیر شد و با پخش افسانهٔ جومونگ در سال ۸۷ به اوج خودش رسید. این سریال نخستین بار از شبکه سه سیما پخش شد.

## جوایز
| سال  | جشنواره                     | بخش                                       | نامزد(ها)                   | نتیجه    | منبع   |
| ---- | --------------------------- | ----------------------------------------- | --------------------------- | -------- | ------ |
| ۲۰۰۶ | جوایز درامای ام‌بی‌سی         | جایزه بزرگ                                | سونگ ایل گوک                | برنده    | [ ۱۲ ] |
| ۲۰۰۶ | جوایز درامای ام‌بی‌سی         | درام سال                                  | جومونگ                      | نامزدشده | [ ۱۲ ] |
| ۲۰۰۶ | جوایز درامای ام‌بی‌سی         | کارگردان سال                              | لی جو-هوان                  | برنده    | [ ۱۲ ] |
| ۲۰۰۶ | جوایز درامای ام‌بی‌سی         | نویسنده (های) سال                         | چوی وان-کیو و جونگ هیونگ-سو | برنده    | [ ۱۲ ] |
| ۲۰۰۶ | جوایز درامای ام‌بی‌سی         | جایزه بهترین بهترین‌ها، بازیگر مرد         | جان کوانگ ریول              | برنده    | [ ۱۲ ] |
| ۲۰۰۶ | جوایز درامای ام‌بی‌سی         | جایزه بهترین بهترین‌ها، بازیگر مرد         | سونگ ایل گوک                | برنده    | [ ۱۲ ] |
| ۲۰۰۶ | جوایز درامای ام‌بی‌سی         | جایزه برترین، بازیگر زن                   | هان هه جین                  | برنده    | [ ۱۲ ] |
| ۲۰۰۶ | جوایز درامای ام‌بی‌سی         | جایزه برترین، بازیگر زن                   | اوه یون سو                  | نامزدشده | [ ۱۲ ] |
| ۲۰۰۶ | جوایز درامای ام‌بی‌سی         | جایزه برترین، بازیگر مرد                  | کیم سونگ سو                 | برنده    | [ ۱۲ ] |
| ۲۰۰۶ | جوایز درامای ام‌بی‌سی         | جایزه ویژه، بهترین بازیگر مرد درام تاریخی | هو جون-هو                   | برنده    | [ ۱۲ ] |
| ۲۰۰۶ | جوایز درامای ام‌بی‌سی         | جایزه ویژه، بهترین بازیگر زن درام تاریخی  | اوه یون سو                  | برنده    | [ ۱۲ ] |
| ۲۰۰۶ | جوایز درامای ام‌بی‌سی         | جایزه ویژه، بازیگر کهنه‌کار                | لی که-این                   | برنده    | [ ۱۲ ] |
| ۲۰۰۶ | جوایز درامای ام‌بی‌سی         | بهترین بازیگر مرد جدید                    | وون کی-جون                  | برنده    | [ ۱۲ ] |
| ۲۰۰۷ | جوایز هنری بکسانگ           | جایزه بزرگ                                | جومونگ                      | برنده    | [ ۱۳ ] |
| ۲۰۰۷ | جوایز هنری بکسانگ           | بهترین درام                               | جومونگ                      | نامزدشده | [ ۱۳ ] |
| ۲۰۰۷ | جوایز هنری بکسانگ           | بهترین کارگران                            | لی جو-هوان                  | نامزدشده | [ ۱۳ ] |
| ۲۰۰۷ | جوایز هنری بکسانگ           | بهترین بازیگر مرد                         | سونگ ایل گوک                | نامزدشده | [ ۱۳ ] |
| ۲۰۰۷ | جوایز هنری بکسانگ           | بهترین بازیگر زن                          | هان هه جین                  | نامزدشده | [ ۱۳ ] |
| ۲۰۰۷ | جوایز هنری بکسانگ           | بهترین نمایشنامه                          | چوی وان-کیو و جونگ هیونگ-سو | برنده    | [ ۱۳ ] |
| ۲۰۰۷ | جوایز هنری بکسانگ           | بهترین بازیگر زن جدید                     | سونگ جی هیو                 | نامزدشده | [ ۱۳ ] |
| ۲۰۰۷ | جوایز درامای کره            | بهترین درام                               | جومونگ                      | برنده    | [ ۱۴ ] |
| ۲۰۰۷ | جوایز بین‌المللی درامای سئول | بهترین بازیگر مرد                         | سونگ ایل گوک                | نامزدشده | [ ۱۵ ] |